# 首都圏方言
首都圏方言（しゅとけんほうげん）は、現代の東京都とそのベッドタウンを中心とした地域で広く使われている日本語の新方言である。新東京方言や東京新方言などとも呼ばれる。共通語（標準語）、東京方言および西関東方言が融合して成立した、この地域の地域共通語である。
首都圏方言の使用地域は、東京中心部および東京への通勤・通学圏が中心である。『首都圏における言語動態の研究』を執筆した田中ゆかりは、1.5%通勤通学圏（総務省が定義する「関東大都市圏（首都圏）」）のうち、東京都・埼玉県・千葉県・神奈川県に該当する地域を首都圏方言の範囲としている。

## 概要
伝統的に東京の市街地では、上流階層が多く住んでいた山の手では山の手言葉が用いられ、町人階層・労働者階層が多く住んでいた下町では下町言葉が用いられ、周囲と異なる言語島を形成してきた。一方、伝統的な江戸市中を画する朱引の外側、すなわち武蔵野台地や葛飾低地の在郷などでは西関東方言が用いられてきた。しかし、首都機能を持つという特性から東京は人口の流動性が高く、東京出身者の郊外移住（ドーナツ化現象）や他の地域からの東京への移住（東京一極集中）、東京の市街地の拡大による周辺農村地帯の都市化が起こった。とりわけ関東大震災後や東京大空襲後の時期、高度経済成長の時期に急激に進展し、従来の「下町」「山の手」「在郷」の違いが曖昧化した。この現象により、東京都やその周辺の方言は大きく変化した。在来の在住者は上述の在来の各方言を用い、東京都への移住者は、各々の母方言や後天的に習得した東京都方言、また義務教育やマスメディアを通じて習得した標準語を用いたが、世代が変わるにつれて、郊外の住宅街を中心とする広い地域で、東京方言・西関東方言・共通語などが融合して俗化した口語方言を母方言として獲得し、もっぱらこれを用いるようになっていった。これを新方言の一種と捉えて首都圏方言という。首都圏方言は従来の方言に比べ均質性が強いが、必ずしも厳密に統一されたものではなく、柔軟性に富み、さまざまな要素を取り入れて変化する。
現在、東京都およびその近郊で伝統的な方言を話すのは太平洋戦争前に生まれた世代が中心で、戦後に生まれた世代は首都圏方言を使う傾向がある。首都圏で広まった新しい表現は「共通語のくだけたしゃべり口調」としてマスメディアを通じて日本全国に発信され、首都圏だけでなく日本各地の方言に影響を与えている。一方で、地方出身者や郊外からの通勤通学者の増加により、首都圏方言の形成・変化には日本各地の方言が影響を与えている。

### 首都圏方言と共通語の違い

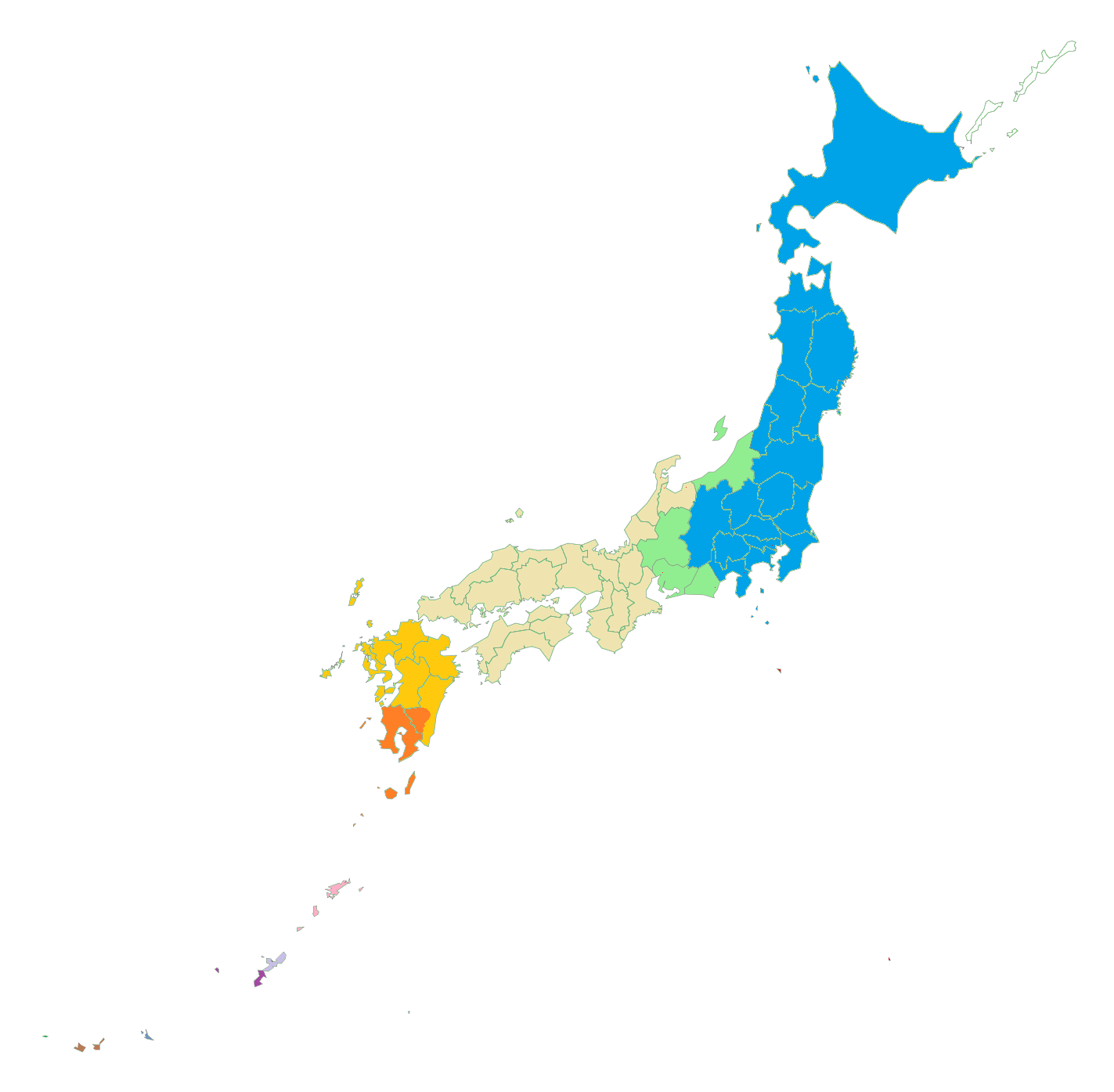
日本の方言分布図
青・緑＝東日本方言、黄褐＝西日本方言、黄・橙＝九州方言

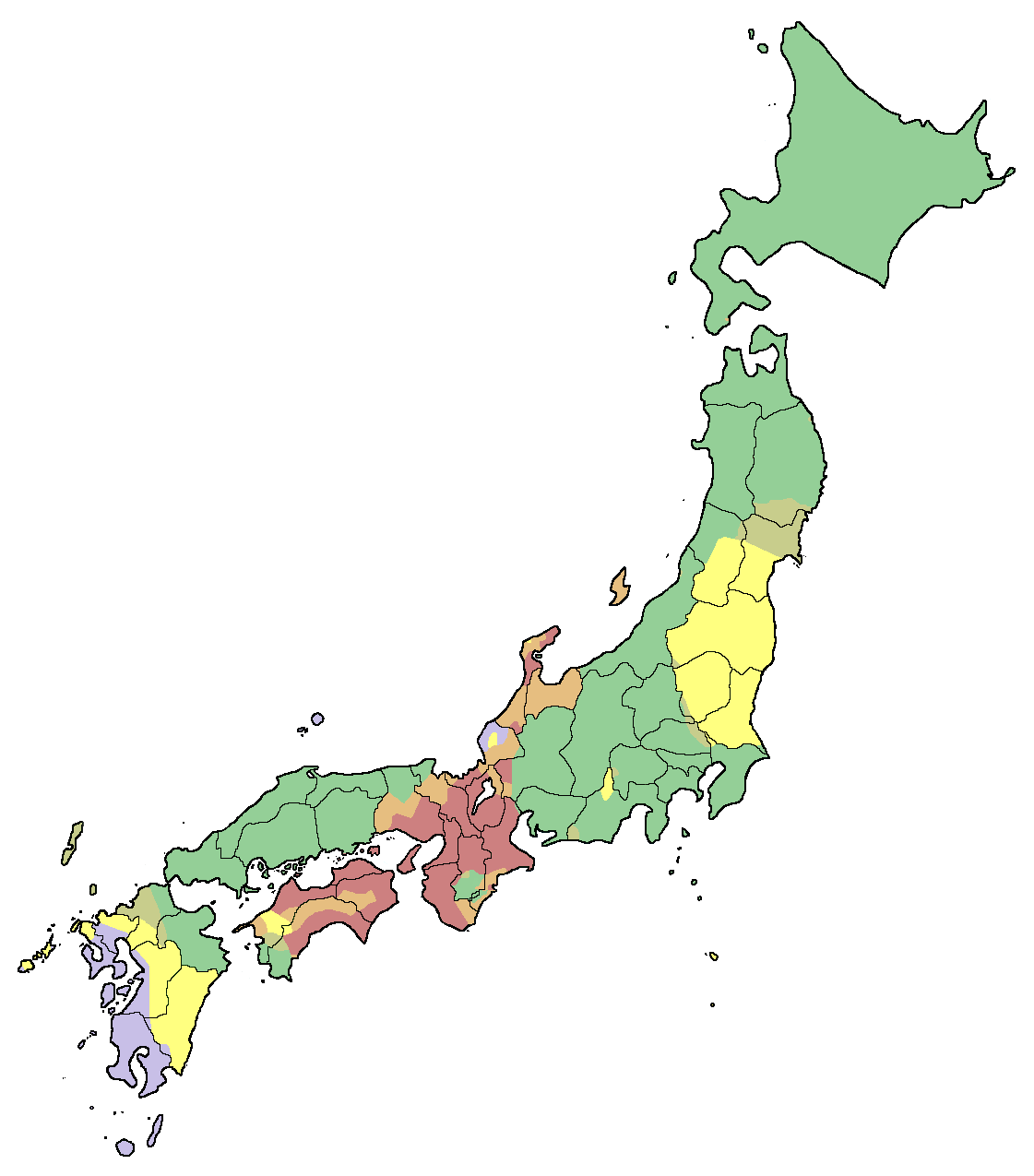
京阪式アクセント地域
東京式アクセント地域 日本語のアクセント分布図

首都圏方言は、実際には共通語とは違い、あくまで首都圏地域で最も使用される方言の一種であるにもかかわらず、口語的なくだけた日本の共通語として扱われることが多い。そのため、首都圏方言話者は、自分達の口語について方言であると意識しないことが一般的であり、首都圏方言が方言として扱われることに違和感を持つ者も多い。実際、首都圏方言話者にとって首都圏方言と共通語は区別しにくく、両者の切り替えが難しいことから、むしろ非首都圏方言話者の話す俗化していない共通語のほうが正しく綺麗であるとされる。非首都圏から首都圏へ移住した非首都圏方言話者は、移住前に思い描いていた共通語と現地で使われる言葉が違うと感じることも多い。
メディアにおいても、伝統的な関東方言や下町言葉が方言として扱われることはあっても、首都圏方言が方言として扱われることはほとんどない。1970年代までのメディアにおいては共通語が主に使用され、首都圏方言的なアクセント・表現・語彙の使用は比較的少なかった。しかし、1980年代よりドラマや映画、アニメ、バラエティ番組を中心に首都圏方言がふんだんに使われることが多くなり、2000年代になると、在京民放においてはアナウンサーまでもが首都圏方言を使用する時代になった。そのため、他の方言とは違い、首都圏では日常的に首都圏方言特有の表現と標準語との差異を認識する機会に乏しく、あくまで共通語として日本国内で通じる表現であると思っている場合が多い。さらに、首都圏で広まりを見せる新たな表現や発音などが、方言としてではなく日本語そのものの変化や乱れとしてメディアなどに取り上げられ全国的に伝播された結果、首都圏限定だった言葉の変化が全国的に広まり、俗化した共通語の口語体となってしまうことが多いことでその傾向に拍車をかけている。
首都圏方言は、日本語の新方言の中で最も有力かつ勢力の強いものであり、東京都にあるキー局メディアを通じて、日本各地の方言に強い影響を与えている。文化面・経済面で東京志向が強かったり、地元の方言への愛着が薄かったりする地域（方言コンプレックスの強い地域）、特に右図の日本語の方言分布図で示した北日本・東日本の東日本方言地域の都市部を中心に、平成時代以降は特に語彙・表現面では在来の方言を駆逐する勢いで若年層に首都圏方言が広まっている地域も少なくなく、地域方言の保存という観点から見ると問題となっているが、アクセント面では中輪東京式アクセントである首都圏方言との違いが比較的残ることも多い。さらには本土とは異なる独自の文化を持つとされる沖縄県においても21世紀に入ってからは、都市部の若年層においては従来の琉球諸語や沖縄弁を駆逐する勢いで首都圏方言への置き換えが急速に進んでいるといわれている（沖縄県#言語・方言も参照）。一方、従来東京の文化的影響を受けにくいとされてきた西日本においても、首都圏方言の影響が見られないわけではないものの（関西共通語も参照）、若年層においても北日本、東日本や沖縄県と比べると首都圏方言への憧れは小さく、方言への愛着も根強いため、影響はそれほど大きくない。当然のことながら、右図で示したアクセント分布図で見ると京阪式アクセント地域（特に近畿地方）は首都圏方言の影響力は小さい一方、東京式アクセント地域では影響を受けやすくなっている。

## 音韻

### 発音
音素体系は、共通語のそれにほぼ準ずる。下町方言に著しい /hi/ と /si/ の音素上の混同は、すっかり影を潜めている。
口蓋化子音行におけるイ段とウ段の混同（拗音の直音化。例：芸術（ゲージツ））も、在来の東京方言ほど顕著ではないが、見られないわけではない。
音声に関しては、ほぼ西関東方言または東京方言に準じており、イ段ウ段の母音の中舌化・濁音子音の鼻音化など東北方言や東関東方言と共通する要素は、全く見られない。母音の無声化は西関東方言に準じて広く見られる。また、母音においてイ、エの中舌化が進んでいるという報告もある。
/ai, oi/ を [e:] と発音する連母音融合は、西関東方言や下町方言に準じて広く行われる。「たけえ（高い）」「すげえ（凄い）」「行かねえ（行かない）」など。ただし一部の語においては、下町方言（江戸言葉）のような連母音融合が行われないものもある。（例）大根→×でえこん　帰る→×けえる　　　
全国各地の方言に見られるものだが、語尾や助詞などの一部が促音化または撥音化する傾向が強い。首都圏方言の中でも、促音化が優勢な地域（例：「すっから（するから）」）と、撥音を好む地域（例：「すんから（するから）」）があり、基層となっている西関東方言の地域性の反映と思われる。
東京方言が持っていたガ行鼻濁音に関する複雑な条件異音としての使い分けは、世代を追うごとに著しく衰退し、若年層では鼻濁音の使い分けに関する規範がほぼ失われている。一方、埼玉弁や群馬弁には元からガ行鼻濁音が存在しない。
語中の撥音が母音化する傾向がある。
（例）全員：ぜんいん→ぜえいん、雰囲気：ふんいき→ふいんき
ラ行音が撥音便化する傾向が強い。例：わからない（標準語）→わかんない（首都圏方言）、かもしれない（標準語）→かもしんない（首都圏方言）
サ行の口蓋化が衰退し、/si/を[si]（スィ）と発音するようになりつつあるとの報告もある。
「と」を条件によっては「つ」に近く発音する。例えば「首都圏」を「しゅつけん」と発音する。また「〜と言う」を「〜つー」・「〜つぅ」と発音する。

### 音調

#### アクセント
アクセント体系としては、中輪東京式アクセントであり、体系上の地位については東京方言、西関東方言を完全に引き継いでいる。これほどの各地との人口移動にも関わらず、一般に方言アクセント分類のメルクマールとされる2拍名詞について、保守的な中輪東京式（1類 低高（高）／2・3類 低高（低）／4・5類 高低（低））の所属にも具体的型にも混乱は見られない。ただし、東京方言、首都圏方言のいずれも、第2類にわずかながら平板型が見られる。また、いくつかの目立つ特徴があり、とりわけ他地域の方言話者に「共通語との違い」として言及されることが多い。
外来語等の平板型アクセントは、西関東方言や共通語アクセントに内在する法則である。外来語アクセントについては、外国語のアクセント（特に英語の強弱アクセント）を、高低アクセントのアクセント核として翻訳して取り入れる傾向が存在すると主張する説もある。
用言アクセントについて、一般的に単純化の傾向がある。かつて、特に形容詞アクセントについて、連用形アクセントを皮切りに、平板型に統合されつつあると主張されていたが、現在ではむしろ起伏型に統合される傾向であると主張する説もある。
3拍の起伏型形容詞連用形のアクセントが、中高型になる傾向が広まっている。高く（高低低）→（低高低）。京阪式アクセントの影響も考えられるが、単にアクセント核の活用による移動がなくなっただけとする説もある。
特に若年層では疑問文において、「…ない？」のアクセントが尻上がりになる傾向がみられる。
（例）高くない?：たかくない→たかくない、少なくない?：すくなくない→すくなくない
共通語では起伏型であるアクセントが、平板型で発音されるものがある。
（例）彼氏：かれし→かれし、ナレーター：ナレーター→ナレーター、電車：でんしゃ→でんしゃ、歓迎会：かんげいかい→かんげいかい
一方で、共通語では平板型であるアクセントが、起伏型で発音されるものも見られる。
（例）油：あぶら→あぶら、違う:ちがう→ちがう、遅い:おそい→おそい
他に、具体的に指摘される例を挙げる。
- 「二十・三十・四十・九十」などに「円・年・人・枚」が続く時、東京方言では頭高型に発音するが、首都圏方言では中高型に発音する。（例）二十円：にじゅうえん→にじゅうえん、四十年：よんじゅうねん→よんじゅうねん
- 起伏型の動詞がはじめに来る複合動詞は、東京方言では平板型に発音するが、首都圏方言では中高型に発音する。（例）読み上げる：よみあげる→よみあげる、飲み直す：のみなおす→のみなおす
- 「こうるさい」「なまやさしい」など強調の接頭語が付いた語は、東京方言では頭高型に発音するものがあるが、首都圏方言では中高型で発音する。（例）なまやさしい→なまやさしい

上記以外にも首都圏方言では、近年、共通語とは異なるアクセントの語が複数見られる。

左が共通語のアクセント、右が近年首都圏で見られるアクセント。
　
- 四月：しがつ（尾高）　←→　しがつ（頭高）
- 鏡：かがみ（尾高）　←→　かがみ（中高）
- 熊：くま（尾高）　←→　くま（頭高）
- １５分：じゅうごふん（頭高）　もしくは　じゅう・ごふん　←→　じゅうごふん（中高）
- 熱くなる／暑くなる：あつくなる（頭高）　←→　あつくなる（中高）＜標準語の「厚くなる」のアクセントに同じ＞

##### とびはね音調
アクセント核を失った「ナイ」を伴う形容詞が、「浮き上がり調」というイントネーションにかぶさって実現する音調で、聞き手への同意を求める場合に出現することが多い。
カワイ]イ+ナ]イ→カワイクナイ○●●●●●⤴「可愛くない⤴？」

#### 尻上がりイントネーション
「それでェ↷」のように文節の終わりを伸ばして昇降調で発音するイントネーション。近年は衰退傾向にある。

## 文法・語法
文法は、基本的には東京方言または共通語のそれを引き継いでいる。「だ／や・じゃ」「ない／ぬ」「いる／おる」「く（形容詞連用形）／う」「買った／買うた」などの東西対立要素は、すべて西関東方言、東京方言に準ずる。東北方言に広く使われる「さ（方向の格助詞）」などは全く使われない。意志表現については、東京方言または標準語を引き継いで、「う・よう」が使われている。首都圏以外の東日本では一般的に使われる「べえ（べ）」は全く使われない。
敬語法は、東京山手方言や共通語と比較すると著しく衰退している。首都圏方言で「敬語」といえば、助動詞「です」「ます」を用いた丁寧表現（敬体）のことであり、対立表現は「ため口」（常体）である。「お…になる」「…らす」「なさる」「くださる」「いらっしゃる」などの山の手方言の複雑な尊敬語が使われることは少なくなりつつある。 「うけたまわる」「申し上げる」「拝見する」などの謙譲語も使われないわけではないが衰退傾向にあり、「おります」を謙譲語として用いることは極めて少なく、事実上「おる」を追放して東日本方言標準の「いる」専用地域となっている。ただ、「です」だけは非常に勢力が強く、社会生活上極めて頻繁に用いられている。また、「形容詞＋です」の形が、過去形（「…かった＋です」）も含めて広く認められ、ほぼ万能の地位を獲得しており、「おはようございます」などの慣用表現以外で「ございます」などが使われることは皆無である。さらに最近では、「…ません」に代わって、「…ないです」となる傾向が広まってきている。（例）ありません→ないです、いりません→いらないです
このように山の手言葉や本来の共通語が有していた複雑な敬語体系が大幅に単純化され、事実上「です」「ます」のみを使うようになりつつある。
可能表現は、五段動詞の可能動詞に準じて、一段動詞においても/-ar-/を挟まないいわゆる「ら抜き言葉」が広く使われている。
首都圏方言は完結相を多用する特徴がある。例：英語が話せた（共通語）→英語が話せちゃった（首都圏方言）

## 表現
「新方言」の提唱者である井上史雄は、首都圏で見られる主な新方言の具体例として次のものを挙げた。
- ちがかった - 五段活用動詞「違う」の形容詞活用化。栃木弁・福島弁から。
- うざったい - 「鬱陶しい」を意味する形容詞。略して「うざい」とも。多摩方言から。
- ちっけった - 「じゃんけん」のこと。
- みたく - 「みたい（だ）」を形容詞のように活用させたもの。北関東の方言から。（例）お母さんみたいに→お母さんみたく
- きれくない - 形容動詞「きれい（だ）」の語幹末尾「い」を形容詞活用語尾と混同しての形容詞活用化。（例）きれいじゃない？→きれくない？
  - これは実際には「きれいくない？」と言っているところかもしれない。そうすると単に、名詞（形容動詞語幹）「きれい」に形容詞の活用語尾「く」を付けただけであるといえる。
- ぴんた - 「びんた」の転。
- よこはいり - 「割り込み」のこと。
- ら抜き言葉 - 大正時代からある表現だが、戦後になって使用が拡大している。（例）見られる→見れる

その他、現在の首都圏で広まっている比較的新しい表現には次のものがある。
- …(する)よか - 〜するしか、〜よりも。北関東の方言から。
- こちとら - 一人称。おれ。われわれ。
- 青たん - 青あざ。北海道方言由来。
- かたす - 片づける。
- かったるい - 身体が疲れてだるい。北海道方言から。
- くっちゃべる - 無駄なおしゃべりを続ける。北海道方言から。
- だべる - 無駄話をする。駄弁の動詞化。
- つんのめる - 倒れそうになるほど体が前に傾く。茨城弁から。
- …した時ある - 「…したことある」の意味。東北方言から。
- 多いい - 「多い」の転訛。アクセントも標準語とは異なり、標準語の「多い」では おおい もしくは おおい と発音する(NHKアクセント辞典では前者を推奨)が、首都圏方言の「多いい」では おおいい と発音する。
- 東京方言では「してしまった」を「しちまった」や「しちゃった」と変形させるが、北関東の方言の影響から、「しちった」という表現が新たに使われ出している。なお「しちまった」や「しちゃった」も明治時代に東京近郊の方言から取り入れられた表現である。
- 中部地方（三河弁・遠州弁あるいは甲州弁）で発生し、多摩地方や神奈川県を経由して取り入れられた「じゃん」が有名である。東京都内より横浜方面で先に広まったことから、これを「横浜弁」と認識している者が多いが、現実には横浜の伝統的な方言でも、横浜発祥の新方言でもない。
- 「違い」形容詞的活用は、終止形「ちげー」として用いられる場合もある（特に終助詞「よ」が付く場合に顕著：「ちげーよ」）。この場合、「ちげー」は完全な形容詞平板型アクセントを獲得しており、形容詞の型の弁別は失われていない。

新しい表現が広まる一方で、「おっこちる・おっことす（＝落ちる・落とす）」「のっかる・のっける（＝のる・のせる）」「ぶっとばす（＝なぐりとばす）」「おっかける（＝追いかける）」「ぶんなぐる（殴る）」など、動詞の前に促音や撥音を含む接頭語を挿入する現象や、「かたす（＝片づける）」などの伝統的な方言の表現が若年層に継承されている例もある。
若者の話し言葉では、くだけた感じや親密な感じを出すために他地方の方言（特に「お笑い」のイメージが定着している大阪弁）を意図的に混ぜることがある。2005年頃には、東京の女子高生を中心に日本各地の方言をメールなどに織り交ぜることが流行した（方言のおもちゃ化・アクセサリー化）。また近年の接客業でよく使われる「よろしかったですか」などのいわゆるバイト敬語（コンビニ敬語）は、北海道方言などの影響を受けているとの指摘がある。